# عائشة سلطان بنت أحمد
عائشة سلطان بنت أحمد هي ابنة السلطان العثماني أحمد الثالث. وُلدت في 24 نوفمبر 1718 في إسطنبول، وتوفيت في 3 أكتوبر 1776 في إسطنبول.